# Chimarra succini
Chimarra succini là một loài Trichoptera hóa thạch trong họ Philopotamidae.